# استپانکوفسکایا
استپانکوفسکایا (به لاتین: Stepankovskaya) یک منطقهٔ مسکونی در روسیه است که در استان آرخانگلسک واقع شده‌است.